# Arthur Shawcross
Arthur John Shawcross (6 de junio de 1945 - 10 de noviembre de 2008) fue un asesino en serie estadounidense, también conocido como El Asesino del Río Genesee en Rochester, Nueva York. Asesinó a la mayoría de sus víctimas después de haber sido puesto en libertad condicional tras una condena por el homicidio de dos niños, lo que generó críticas generalizadas sobre el sistema de justicia.

## Primeros años
Shawcross nació en Kittery, Maine, pero su familia se mudó a Watertown en Nueva York cuando era joven. Su coeficiente intelectual fue determinado como "bajo-normal" (entre 86 y 92) cuando estaba en el quinto grado. Shawcross sufrió acoso y violencia física en su infancia. Dejó la escuela en 1960, y cuando tenía 21 años se enroló en el Ejército en abril de 1967 y se divorció de su primera esposa y cedió los derechos sobre su hijo de dieciocho meses, a quien nunca volvió a ver.
En septiembre de 1968, después de su destino en Vietnam, Shawcross fue asignado a Fort Sill, Oklahoma, como armero. Su segunda esposa, Linda, experimentó varios aspectos de su comportamiento perturbador, especialmente la predilección por el inicio de incendios; un psiquiatra del Ejército le dijo que Arthur obtenía "goce sexual" de dicho acto. Linda Shawcross también presenció cómo mató a un cachorro de seis meses de edad arrojándolo contra la pared en un arrebato de rabia. Shawcross recibió la baja honorable en la primavera de 1969.
Shawcross se mudó con su esposa (de quien pronto se divorciaría) de Oklahoma a Clayton, Nueva York, y comenzó a cometer delitos tales como incendios y robos. Sus delitos le valieron una condena de cinco años que debía cumplir en Attica, pero fue transferido a Auburn Correctional Facility, donde cumplió un total de veintidós meses. Tras recibir la libertad condicional en octubre de 1971 regresó a Watertown, donde obtuvo un empleo en el Departamento de Obras Públicas y se casó por tercera vez. En mayo de 1972, Shawcross asaltó en un bosque sexualmente y asesinó a Jack Owen Blake, de 10 años de edad. Cuatro meses después violó y asesinó a Karen Ann Hill, de ocho años de edad, que estaba visitando Watertown con su madre por el fin de semana del Día del Trabajo.
Arrestado por estos crímenes, Shawcross confesó ambos asesinatos. En virtud de un acuerdo con el fiscal, reveló dónde abandonó el cuerpo de Blake. Se declaró culpable por asesinar a Hill acusado de homicidio involuntario y se retiraron las investigaciones relacionadas con Jack Blake. Fue encontrado culpable y sentenciado a 25 años de prisión.
Shawcross cumplió 14 años y medio en prisión antes de recibir la libertad condicional en abril de 1987, pero le fue difícil reintegrarse a la sociedad al ser expulsado de casas y despedido de lugares de trabajo cuando los vecinos y empleados descubrían sus antecedentes penales. Su oficial de libertad condicional lo trasladó a Rochester, Nueva York, a finales de junio de 1987, donde vivió en el apartamento Normandy 312.

## Segunda serie de asesinatos
En marzo de 1988, Shawcross comenzó a asesinar de nuevo, sobre todo a prostitutas del área, antes de su captura dos años más tarde. Fue condenado por 11 asesinatos. Las víctimas fueron:
| #   | Nombre                     | Edad | Desaparición             | Encontrado               |
| --- | -------------------------- | ---- | ------------------------ | ------------------------ |
| 1.  | Dorothy "Dotsie" Blackburn | 27   | 18 de marzo de 1988      | 24 de marzo de 1988      |
| 2.  | Anna Marie Steffen         | 28   | 9 de julio de 1988       | 11 de septiembre de 1988 |
| 3.  | Dorothy Keeler             | 59   | 29 de julio de 1988      | 21 de octubre de 1989    |
| 4.  | Patricia "Patty" Ives      | 25   | 29 de septiembre de 1989 | 27 de octubre de 1989    |
| 5.  | June Stotts                | 30   | 23 de octubre de 1989    | 23 de noviembre de 1989  |
| 6.  | Marie Welch                | 22   | 5 de noviembre de 1989   | 5 de enero de 1990       |
| 7.  | Frances "Franny" Brown     | 22   | 11 de noviembre de 1989  | 15 de noviembre de 1989  |
| 8.  | Kimberly Logan             | 30   | 15 de noviembre de 1989  | 15 de noviembre de 1989  |
| 9.  | Elizabeth "Liz" Gibson     | 29   | 25 de noviembre de 1989  | 27 de noviembre de 1989  |
| 10. | Darlene Trippi             | 32   | 15 de diciembre de 1989  | 5 de enero de 1990       |
| 11. | June Cicero                | 34   | 17 de diciembre de 1989  | 3 de enero de 1990       |
| 12. | Felicia Stephens           | 20   | 28 de diciembre de 1989  | 31 de diciembre de 1989  |

Todas las víctimas fueron asesinadas en el Condado de Monroe, excepto Gibson, que fue asesinada en el vecindario del Condado de Wayne.
El cuerpo de June Cicero fue encontrado por la vigilancia aérea el 3 de enero de 1990.
Shawcross fue descubierto por el equipo de vigilancia (y por un testigo presencial) parado, aparentemente para orinar, en un puente en Salmon Creek; en cuyas aguas congeladas fue lanzado el cuerpo de su última víctima. Fue detenido en Spencerport el 3 de enero de 1990, detenido y luego arrestado, confesando más tarde.

## Juicio y condena
En noviembre de 1990, Shawcross fue juzgado por el Condado de Monroe, por 10 asesinatos en dicho condado. Shawcross se declaró inocente por razones de demencia, con testimonio de la psiquatra Dorothy Lewis, diciendo que él sufría de trastorno de personalidad múltiple, trastorno de estrés postraumático y posiblemente abuso como niño. Shawcross, que había servido en Vietnam, había relatado muchos cuentos extravagantes acerca de cometer crímenes horribles (incluyendo canibalismo), a menudo perpetrados mientras estaba solo en la selva de dicho país. Desde el momento que Shawcross regresó de su período de servicio, él contó a los conocidos que veía soldados estadounidenses "sin piel desde el cuello hasta los tobillos," y afirmó haber decapitado a dos mujeres que había victimizado, "colocando" sus cabezas en postes. El perfilador de FBI Robert Ressler revisó la afirmación de trastorno de estrés postraumático en nombre de la fiscalía antes del juicio. Ressler escribió que "su afirmación de haber presenciado atrocidades durante la guerra fue indignante y falso". Shawcross fue encontrado culpable de 10 cargos de asesinato en segundo grado, y fue sentenciado de 250 años a cadena perpetua por los asesinatos del Condado de Monroe.
Unos meses después, Shawcross fue llevado al Condado de Wayne para ser juzgado por el asesinato de Gibson. Se declaró culpable y fue condenado a cadena perpetua.
En 1992, el autor Joel Norris escribió un libro sobre el caso. El libro de bolsillo viene con una cinta que contiene "¡las confesiones en vivo de Arthur Shawcross y sus crímenes horribles!". Esto originó algunas críticas en el sentido de que Norris era sensacionalista del caso.

## Prisión
Shawcross fue llevado a Sullivan Correctional Facility en Fallsburg, Nueva York, hasta que murió el 10 de noviembre de 2008 en el Centro Médico Albany.
En 2003, Shawcross fue entrevistado por la reportera británica, Katherine English, para un documental sobre el canibalismo. Él se jactaba de cortar y comer las vaginas de sus tres víctimas, pero se negó a discutir  acerca de comer los genitales de su primera víctima, Jack Blake.
En 2006, fue entrevistado por el psiquiatra forense de la Universidad Columbia el Dr. Michael Stone para la serie de Discovery Channel, Most Evil. En la entrevista, Arthur Shawcross afirmó haber sido abusado sexualmente por su madre, y también admitió que siendo niño abusó sexualmente de su hermana menor. También admitió asesinar a las prostitutas como venganza por supuestamente tener sexo con una prostituta con VIH, y comer las partes del cuerpo, destacando el consumo de la zona de los genitales, con el fin de acelerar el proceso de la muerte (había asumido que estaba infectado). Stone estuvo de acuerdo con la conclusión del jurado y no creyó las afirmaciones de Shawcross de no estar en control durante los asesinatos de las prostitutas. Pero se sabe que fue golpeado con un martillo durante una discusión en la secundaria, años más tarde el Dr. Jonathan Pincus, neurólogo en la Universidad de Georgetown detectó un tumor en el cerebro de Shawcross el cual pudo ser el causante de una disfunción cerebral severa que impedía que Art diferenciara la realidad de una fantasía. Estos descubrimientos pueden formular una hipótesis, en cada asesinato probablemente sufría episodios de psicosis por ese motivo aunque él era el asesino, no caía en la cuenta de ser el responsable de ciertos actos.

## Muerte
Los oficiales dijeron que Shawcross se quejaba de un dolor en su pierna en la tarde del 10 de noviembre de 2008, su fecha de muerte. Fue llevado al Centro Médico de Albany, donde sufrió un paro cardíaco y murió a las 9:50 p. m..
Arthur Shawcross fue incinerado en privado y sus cenizas se encuentran bajo el cuidado de su hija.